# Literaturpolitik der DDR

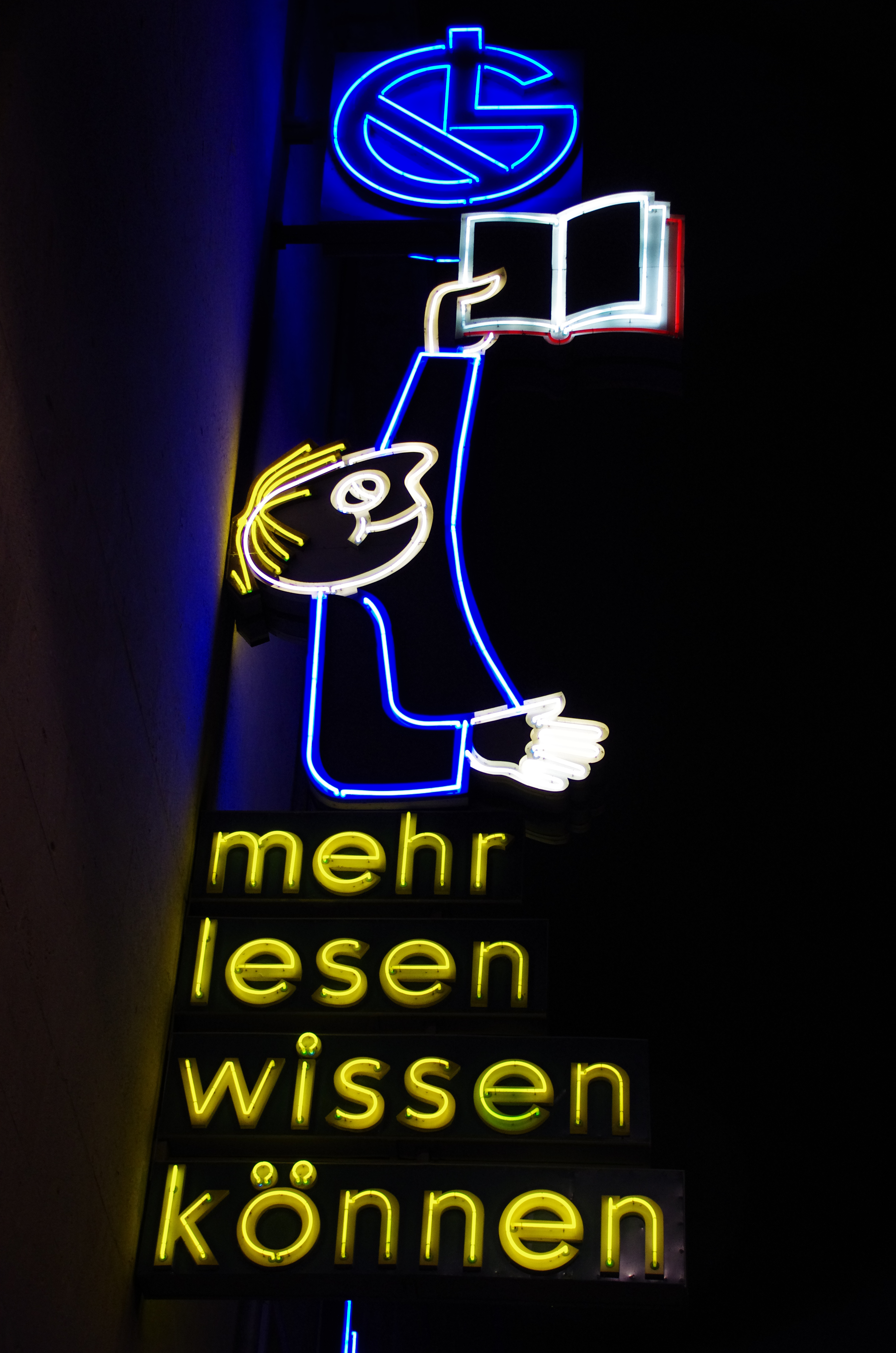
Das sogenannte „Lesemännchen“ mit dem Slogan „mehr lesen, wissen, können“, Leuchtreklame des Leipziger Kommissions- und Großbuchhandels an der Prager Straße (2017)

Die Literaturpolitik in der DDR war ein Teil der Kulturpolitik der DDR und der damit verbundenen staatlichen Zensur. In allen Bereichen war sie von den weltanschaulichen Ansichten der politischen Führung mitbestimmt. In ihren Grundlagen, vor allem hinsichtlich der Rolle der DDR-Literatur als Teil des Klassenkampfes, blieb sie während des Bestehens der DDR unverändert, wurde aber im Lauf der Zeit verschieden interpretiert. Durch die Auswirkung der jeweils dominierenden Interpretationen kam es auch zu literaturpolitischen Strömungen, die unter den Schlagworten als „Literaturgesellschaft“ und „Leseland“ über längere Zeit wirksam waren.

## Geschichte
Die Kultur- und Literaturpolitik der DDR war wesentlich von einer ideologischen Perspektive der Staatsführung bestimmt und hatte tiefgreifende Auswirkungen auf das literarische Leben in der DDR. Dies führte einerseits zu einer intensiven Förderung der Literatur, engte sie andererseits inhaltlich aber ein, da sie ihr eine Berechtigung nur als Teil des Klassenkampfes zusprach. Eine planmäßige und koordinierte Steuerung und konsequente Durchsetzung dieser Vorgaben allerdings konnte sich in den Kompetenz- und Machtstreitigkeiten zwischen Staat und Partei und den verschiedenen literaturpolitischen Ansichten in der Partei nicht entwickeln, was zu willkürlichen und erratischen Eingriffen führte.
Diese Streitigkeiten spiegelten sich immer wieder auch in Autonomiebestrebungen durch Autoren, Verlage und Leser. Einem Selbstbestimmungsrecht der am literarischen Leben und Lesen in der DDR Beteiligten wurden jedoch enge Grenzen gesetzt. „Den Autoren machte man Vorschriften, was und wie sie schreiben sollten; den Verlegern und Lektoren, was sie zu veröffentlichen hatten; den Buchhändlern, was sie verkaufen sollten; und den Lesern schließlich, was sie lesen durften und was nicht.“ Trotz zeitweisen Liberalisierungen und den Versuchen einzelner Akteure, solche Vorgaben zu unterlaufen, blieben angesichts der autoritären Lenkung, der Zensur der Literatur sowie der Bespitzelung von Autoren die Parole der „Demokratisierung“ und die Idealkonstruktion „Literaturgesellschaft“ unglaubwürdig.
Die DDR-Literatur hatte zentrale sozialpädagogische Aufgaben zu erfüllen und erfuhr dementsprechend starke Beachtung. Von hoher Bedeutung war das System einer Lesesozialisation, die bereits vom Kindergarten an begann. Ein schulischer Deutschunterricht, der belletristische Texte in den Mittelpunkt stellte und geförderte Theaterbesuche begünstigten einen hohen Stellenwert der Literatur, insbesondere der eigenen Gegenwartsliteratur. In einer relativ einförmigen gelenkten Medienlandschaft behielten Bücher eine mediale Sonderstellung, auch da in der DDR kaum Konkurrenz durch andere Freizeitangebote entstand.

### Situation nach dem Zweiten Weltkrieg
Nach dem Ende des Zweiten Weltkriegs verlor die Leipziger Buchmesse 1945 ihren Status als „unumstrittene Hauptstadt des Buchhandels in der ganzen Welt“. Den Verlagen wurde signalisiert, dass man sich dem „kommunistischen Zugriff“ nur werde entziehen können, indem man den abziehenden US-Streitkräften in ihre westdeutsche Besatzungszone folgte. Am 12. Juli 1945 verließen unter anderen bedeutende Verlage wie Brockhaus, Teubner, Thieme und Insel mit dem amerikanischen Militärkonvoi die Stadt. Nachdem die Rote Armee am 2. Juli 1945 Leipzig übernommen hatte, erließ die Sowjetische Militäradministration in Deutschland (SMAD) am 25. September 1945 den SMAD-Befehl Nr. 51 zur „Wiedererrichtung und Tätigkeit der Kulturinstitutionen“. Existierende Verlage wurden verstaatlicht; einige Verlage, darunter der Aufbau-Verlag, der Henschelverlag und der Verlag Neues Leben wurden neu gegründet.

### Sowjetische Besatzungszone (SBZ) und frühe DDR
In der Sowjetischen Besatzungszone (SBZ) wurde im Zeichen der „antifaschistisch-demokratischen Erneuerung“ eine weitgespannte Sammlung aller „fortschriftlichen“ Kräfte angestrebt, möglichst unter Einbeziehung des Bürgertums, speziell im Kulturbund zur demokratischen Erneuerung Deutschlands. Gleichzeitig wurde im Zuge der sich anbahnenden Verfestigung der deutschen Teilung bereits 1948/49 ein volksdemokratisch-sozialistisches Konzept nach sowjetischem Muster erarbeitet. Dies ging einher mit dem Abbau von sozialen Bildungsprivilegien, indem die Bildungsgüter allen Volksschichten gleichermaßen zugutekommen sollten.
Der Literatur in der DDR wurde von Anbeginn „eine zentrale und begründende Funktion beim Aufbau und bei der Ausgestaltung des Sozialismus zugewiesen.“ Sie war Bestandteil der Bemühungen, sozialistische Verhältnisse zu schaffen und sollte die „Erziehung zur sozialistischen Persönlichkeit“ verwirklichen helfen.
Am 5. November 1945 wurden in der Sowjetischen Besatzungszone erste Volksbuchhandlungen eröffnet. Das Leipziger Börsenblatt für den deutschen Buchhandel veröffentlichte später einen Artikel als Orientierungsgrundlage für den Volksbuchhandel. Die Instruktion umfasste 15 Punkte:
- der Volksbuchhändler sollte für seine kulturpolitische Erziehungsaufgabe an sich selbst wie auch an seiner politischen und fachlichen Bildung unermüdlich arbeiten;
- die Buchhändler sollten durch gründliche Literaturkenntnis das deutsche Volk so beeinflussen können, „dass sich Krieg und Faschismus nicht wiederholen“;
- die der Leserschaft bereitgestellten Bücher sollten „Humanismus und Frieden“ zum Inhalt haben;
- tragender Gegenstand der von den Buchhändlern bevorzugten Literatur sei das „Heldentum der Arbeit in einer gerechten Gesellschaftsordnung“;
- der Blick der Menschen sei zu erweitern und ihre Wertschätzung für Literaturen anderer Völker sei zu entwickeln;
- Hauptzielgruppen seien die „arbeitenden Menschen in Stadt und Land“. „Kommen diese nicht oder noch nicht zum Volksbuchhändler, dann geht dieser zu ihnen in die Betriebe und Dörfer.“

Besonderer Wert wurde schließlich auf die fortwährende Bestückung der Buchhandlungen mit den „wichtigsten politischen Schriften“ gelegt.
Im Mai 1953 beschloss das ZK der SED die „Verbesserung und Verstärkung des parteieigenen Buchhandels“ mit Auswirkungen auch auf den Volksbuchhandel. Lesen sollte ein gesamtgesellschaftliches Anliegen werden. Parteien, Gewerkschaften, Jugendverband und weitere Organisationen vom Kulturbund der DDR bis zu den Kleintierzüchtern waren nun gehalten, im jeweils eigenen Einflussbereich das Lesen zu fördern und passende Bücher auszeichnen zu lassen. In den zu gründenden und gut auszustattenden Betriebsbüchereien sollten die Werktätigen mit kostenlosen Lektüreangeboten versorgt werden. Dem für den Versandhandel zuständigen Buchhaus Leipzig wurde speziell die Intensivierung des Wirkens auf dem Lande aufgetragen unter dem Motto: „Das Buchhaus bringt das Buch ins Haus.“ Jedes gewünschte Buch des Sortiments sollte den Bestellern portofrei zugehen. Nicht nur als Erntehelfer, sondern auch bei der Bücherverbreitung kamen Jugendliche zum Einsatz.
Die FDJ führte 1958 die Aktion „500.000 Bücher aufs Land“ durch, bei der schließlich 650.000 Bücher abgerechnet wurden. Im Jahr darauf gab es die „Tage des Buches auf dem Land“.

### Bechers „Literaturgesellschaft“

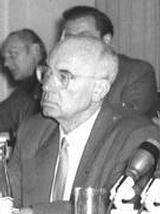
Johannes R. Becher, seit 1954 erster Minister für Kultur der DDR, auf dem IV. Schriftstellerkongreß der DDR (1956)

Bereits 1950, unmittelbar nach Gründung der DDR, hatte Johannes R. Becher, seit 1954 erster Minister für Kultur der DDR, den Begriff der '„Literaturgesellschaft“ geprägt, der bis in die 1970er Jahre grundlegend die Literaturpolitik der DDR beschrieb. Er charakterisierte damit die Vorstellung, dass das Wesen der Literatur in der DDR als kollaborative Bemühung zwischen Autoren und Autorinnen, Verlagen, Redaktionen, Lektoraten, Buchhandel und Leserschaft zu begreifen sei, die dann die Literatur zur „geistigen Großmacht“ werden lasse. Die Instanzen der Produktion und der Vermittlung von Literatur hätten dabei einen Auftrag der Arbeiterklasse umzusetzen, der den politischen Charakter ihrer Arbeit festlegte. Eine Bedingung der Teilhaberschaft in diesem gedachten Gesamtrahmen (und andernfalls Ausschlusskriterium) war, sich mit dem als historisch notwendig Erkannten zu identifizieren.
Mit der Literaturgesellschaft formulierte Becher die Vision einer zukünftigen Vergesellschaftung der Literatur- und Kunstkommunikation. Er stellte die Literaturgesellschaft dem kapitalistischen Literaturbetrieb gegenüber, in dem die von ihm favorisierten direkten Beziehungen der Instanzen zueinander immer erst über die ökonomische Komponente des „Betriebes“, dem Literaturmarkt, vermittelt würden. Diese wollte er ausschließen, denn der Betrieb sei inhärent kunstfremd und degradiere Literatur zum Kunstgewerbe ohne Auftrag, bestimmt von subjektiver Willkür und leerer Spielerei.

### Ulbrichts Vorgaben (1958)
Die grundlegenden Weichenstellungen für Zielvorgaben und Organisation des Lektüreangebots in der DDR fallen in den Wirkungszeitraum Walter Ulbrichts in Partei und Staat. Die im Formalismusstreit 1951 vollzogene explizite Abkehr von formalen Aspekten der modernen Kunst wurde damit begründet, dass die Kunst „ihren humanistischen und demokratischen Charakter“ verliere, wo die Frage der Form selbständige Bedeutung gewinne. Stephan Hermlin brachte das auf die Formel: „Der Formalismus ist also der malerische, musikalische, literarische Ausdruck des imperialistischen Kannibalismus, er ist die ästhetische Begleitung der amerikanischen Götterdämmerung.“
Zur für die DDR maßgeblichen Kunstrichtung wurde der in der Sowjetunion entwickelte Sozialistische Realismus. Bevorzugtes Sujet war hier die sozialistische Produktion – im Falle der Literatur mit einem vorbildhaften Helden, der den Lesern als Identifikationsfigur dienen konnte.

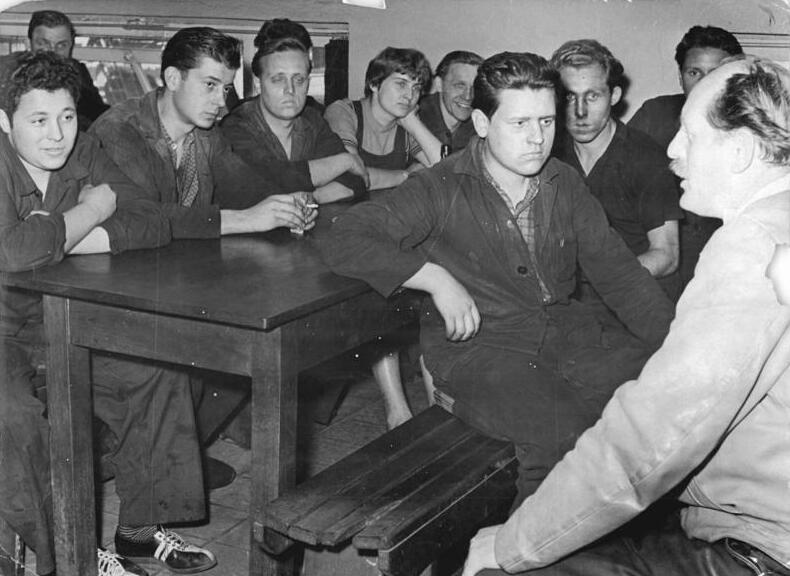
Erwin Strittmatter (rechts) bei jungen Arbeitern der Leuna-Werke während der 1. Arbeiterfestspiele 1959

Auf dem V. Parteitag der SED vom 10. bis 16. Juli 1958 gab Ulbricht die Parole aus, „die Trennung zwischen Kunst und Leben, die Entfremdung zwischen Künstler und Volk“ sei zu überwinden. Die in Staat und Wirtschaft bereits herrschende Arbeiterklasse müsse nun auch „die Höhen der Kultur stürmen und von ihnen Besitz ergreifen.“ Einerseits waren professionelle Autoren kaum dafür zu gewinnen, sich länger in die praktische betriebliche Arbeit einbinden zu lassen. Nachdem dann auf dem Bitterfelder Weg 1959 die Losung „Greif zur Feder, Kumpel!“ ausgegeben wurde, entstanden Hunderte von Zirkeln schreibender Arbeiter, zu denen sich später auch Angestellte sowie Lehrer und Schüler gesellten. Sie produzierten im Kollektiv Texte mit dem Fokus auf die je eigenen Interessenlagen.

### Folgen der Biermann-Ausbürgerung

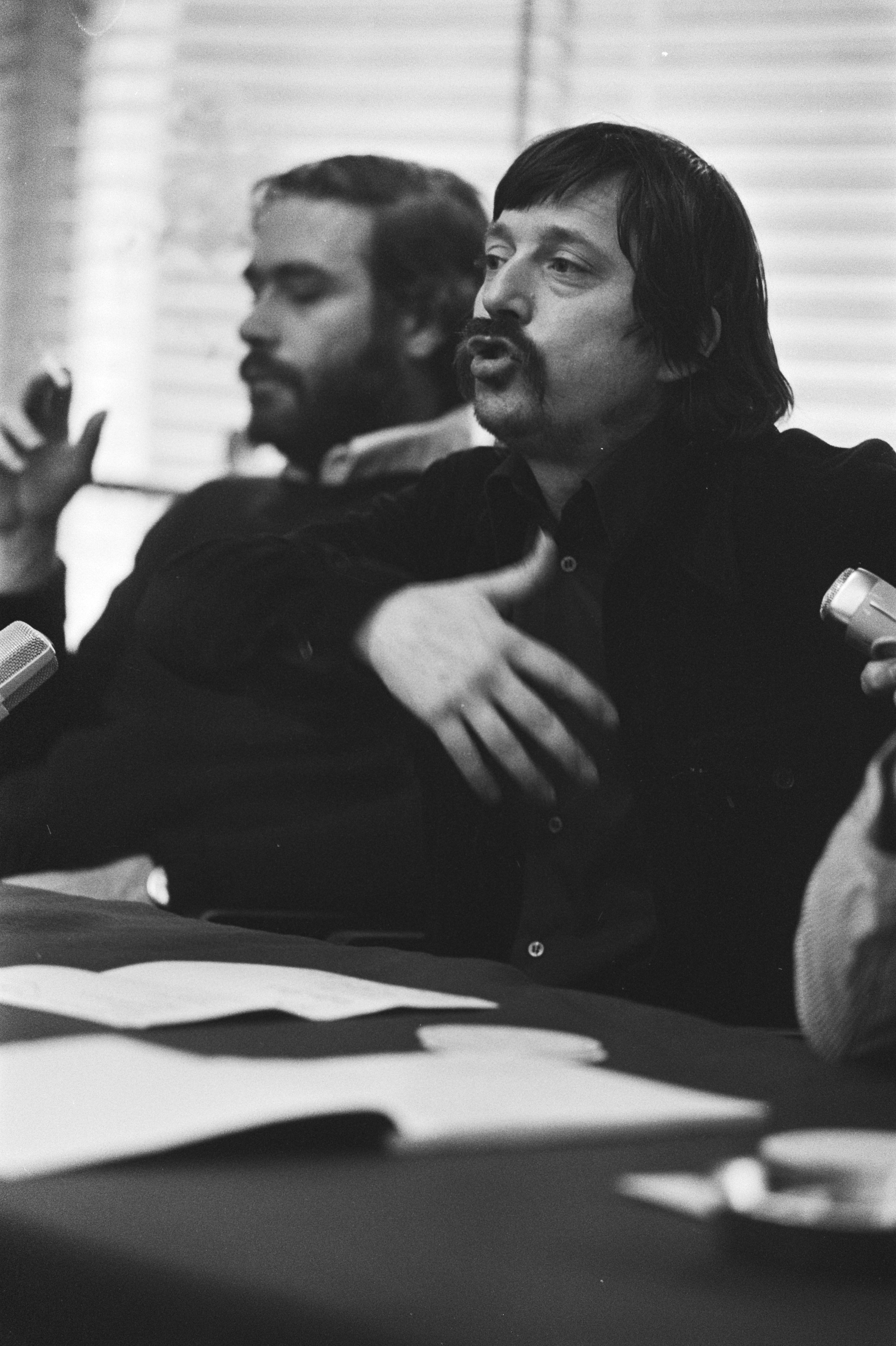
Wolf Biermann nach seiner Ausbürgerung bei einer Pressekonferenz in Amsterdam (1977)

Nicht nur Wolf Biermann, der wie Günter Kunert bereits auf dem 11. Plenum des ZK der SED im Dezember 1965 scharf kritisiert und mit einem strikten Auftrittsverbot in der DDR belegt worden war, blieb von der vermeintlichen Enttabuisierung des künstlerischen und schriftstellerischen Schaffens ausgenommen, die einen Monat nach der Ablösung Ulbrichts durch Honecker auf dem VIII. Parteitag der SED (Juni 1971) beschlossen wurde. Auch für Reiner Kunze galt das nicht; und Volker Braun, Stefan Heym, Rainer Kirsch und Heiner Müller wurden in jener vermeintlich liberalen Phase mit Druck- und Aufführungsverboten belegt.
Nachdem am 17. November 1976 dem in der Bundesrepublik konzertierenden Biermann die DDR-Staatsbürgerschaft entzogen worden war, konnte er nicht mehr in die DDR zurückkehren. Dies führte zum offenen Protest zahlreicher Schriftsteller und Künstler und zu Solidaritätsbekundungen auch von anderen Teilen der DDR-Bevölkerung. Für die kulturpolitische Entwicklung der DDR erwies sich die Ausbürgerung Wolf Biermanns binnen weniger Jahre als Zäsur. In der Folge wendete die Staatsmacht ein „genau kalkuliertes Instrumentarium von Sanktionen“ an: von Verhaftung und Hausarrest über den Ausschluss aus Organisationen, die Verhängung von Parteistrafen und eines Publikationsverbots bis hin zur schnellen Ausreisebewilligung (allerdings nur für unbequeme Intellektuelle). Bis tief in die 1980er Jahre verließen demzufolge über 100 Schriftsteller die DDR – sowohl ältere Autoren wie Erich Loest, Sarah Kirsch und Jurek Becker als auch jüngere wie Monika Maron, Wolfgang Hilbig und Thomas Brasch – „ein nicht wieder gutzumachender Substanzverlust“.

### Honeckers „Leseland“
Für professionelle Schriftsteller, die neben erwünschten Beispielen einer Aufbau- und Ankunftsliteratur im Geist des Sozialismus in den 1960er Jahren auch Fragen der individuellen Identitätsfindung, menschlicher Selbstverwirklichung und unangepasster Lebensweisen in kritischer Wendung gegen die in der DDR herrschenden Verhältnisse behandelten, wie zum Beispiel Günter Kunert, Christa Wolf und Günter de Bruyn versprach der Beginn der „Ära Honecker“ nach dem „Sturz Ulbrichts“ 1971 programmatisch neue Entfaltungsmöglichkeiten. Beim 4. ZK-Plenum im Dezember 1971 erklärte Honecker:

„Wenn man von der festen Position des Sozialismus ausgeht, kann es meines Erachtens auf dem Gebiet von Kunst und Literatur keine Tabus geben. Das betrifft sowohl die Fragen der inhaltlichen Gestaltung als auch des Stils – kurz gesagt: die Fragen dessen, was man die künstlerische Meisterschaft nennt.“

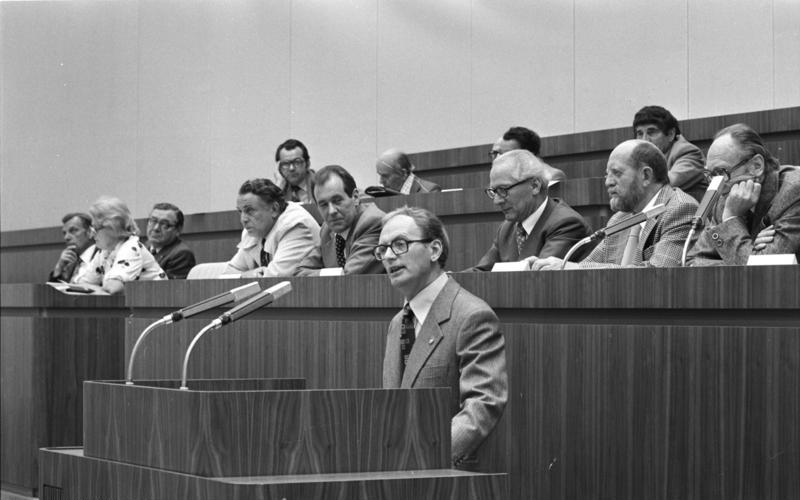
Eröffnungsrede auf dem VIII. Schriftstellerkongreß der DDR 1978 von Hermann Kant

Auf dem VIII. Schriftstellerkongreß der DDR 1978 propagierte Hermann Kant die DDR als „Leserland“ bzw. „Bücherland“, in dem das Buch ein „Massengut“ sei, wertgeschätzt und eingebettet in eine sozialistische Lesekultur, die der der kapitalistischen überlegen sei. Damit umriss er bereits eine Vorstellung, die dann erstmals unter dem Namen „Leseland“ von Erich Honecker im Bericht des ZK der SED an den 10. Parteitag der SED im April 1981 verwendet wurde.

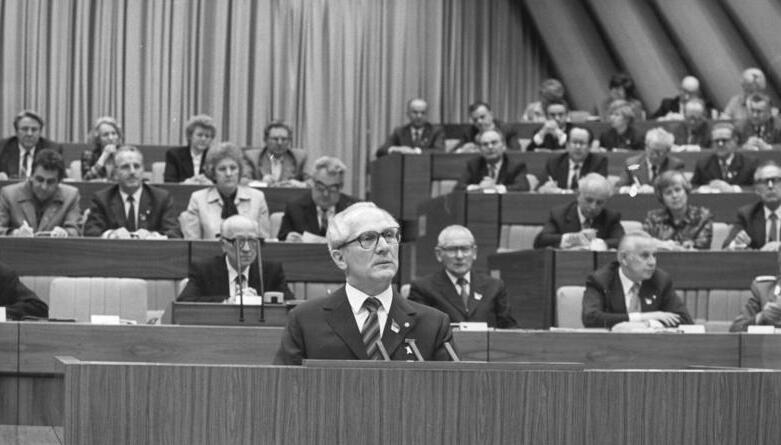
Erich Honecker auf dem 10. Parteitag der SED (1981)

Klaus Höpcke, damals stellvertretender Kulturminister, nahm den Begriff Leseland in seinem 1982 erschienenen Buch Probe fürs Leben. Literatur in einem Leseland auf und erweiterte die dahinterliegende Idee. In seinem Buch hieß es unter anderem, dass man mit vollem Recht von der DDR als einem Leseland sprechen könne, Verlage, Buchhandel und Bibliotheken hätten viel getan, „was der Lesefreudigkeit der Bürger unseres Landes zugute kommt“. Damit war das „Leseland DDR“ als propagandistischer Topos etabliert, 1983 bereits resümierte Höpcke in einer Rede „Die Charakterisierung der DDR als Leseland hat sich als zutreffend bewährt.“. Gleichwohl erlangte der Begriff keine allzu große Bedeutung für die weitere Entwicklung der Kulturpolitik auf literarischem Gebiet und wurde im Gegensatz zu anderen kulturpolitischen Begriffen auch nur relativ selten in Zeitschriften verwendet.
In der Folge wurde das „Selbstdarstellungskonzept“ Leseland in der DDR vor allem dazu gebraucht, die DDR als ein Land zu charakterisieren, dessen Bürger besonders lesefreudig seien, insbesondere im Vergleich zur Bundesrepublik Deutschland. Um dies zu untermauern, wurden Zahlen wie die Steigerung der Buchproduktion nach Titeln und Exemplaren, die Erhöhung der Bestandseinheiten und der Zahl der Bibliotheksentleihungen sowie die Zunahme der Bücherkäufe verwendet, tatsächlich trugen die Zahlen bei näherer Betrachtung jedoch nicht, die zeitgenössische Verwendung des Leseland-Begriffs stand nicht nur im Widerspruch zu den quantitativen Trends; er diente auch einer harmonisierenden Wahrnehmung und Bewertung dieser Prozesse. Nur eine nachgeordnete Absicht hinter der Idee war es, Einfluss auf das Leseverhalten der Bevölkerung zu nehmen und das Lesepublikum zu erweitern.
In der BRD wurde der Begriff „Leseland“ zeitgenössisch vielfach als Synonym für „Literaturgesellschaft“ missverstanden, einen Begriff, der auf Johannes R. Becher zurückging und die Idee umschrieb, die Literatur per staatlicher Lenkung zu einer gesamtgesellschaftlichen Sache zu machen. Konzept und Begriff waren allerdings in den 1970er Jahren bereits aufgegeben worden, die Idee des Leselandes war deutlich weniger ambitioniert und wurde daher sogar als „Schwundstufe“ der Literaturgesellschaft gewertet. In der westdeutschen Presse wurde er mit sarkastischem Unterton genutzt, eine Verwendung, die sich nach der Wende noch verstärkte. Über das Feuilleton wurde der Begriff dann auch in der Literaturwissenschaft und der Literatursoziologie aufgegriffen, dort aber im Wissen um seine propagandistische Prägung. Abseits dessen wird er in der Gegenwart hingegen oft unkritisch als allgemeiner Begriff für Literatur und Lesen in der DDR gebraucht. So gestaltete der Historiker Stefan Wolle für die Bundesstiftung zur Aufarbeitung der SED-Diktatur 2022 die Ausstellung Leseland DDR, die sich in 20 Tafeln der „Geschichte der DDR im Spiegel ihrer Literatur“ widmet. Darin geht es um geschichtliche Entwicklungen, aber auch um Krimis, Kinder- und Jugendliteratur, Science Fiction und weiteres.

### Folgen im Zuge der deutschen Wiedervereinigung
Mit dem Mauerfall und der Öffnung der Grenzen waren Buchproduktion und Buchhandelsbestand in der DDR praktisch auf einen Schlag erledigt. Bereits vor Einführung der D-Mark bestimmte nur mehr das Westangebot die Nachfrage in der DDR. Die DDR-Verlagsproduktion verschwand aus den Regalen der Buchhandlungen in die Keller. Trotz umfänglicher Remissionen an den Leipziger Kommissions- und Großbuchhandel (LKG) verblieben in den Volksbuchhandlungen noch viele Altbestände. Im ersten Halbjahr 1990 wurden Ausbuchungen von rund 70 Millionen DDR-Mark vorgenommen – ungefähr 40 Prozent sämtlicher seit Gründung der Zentralen Verwaltung 1954 ausgebuchten Bestände.

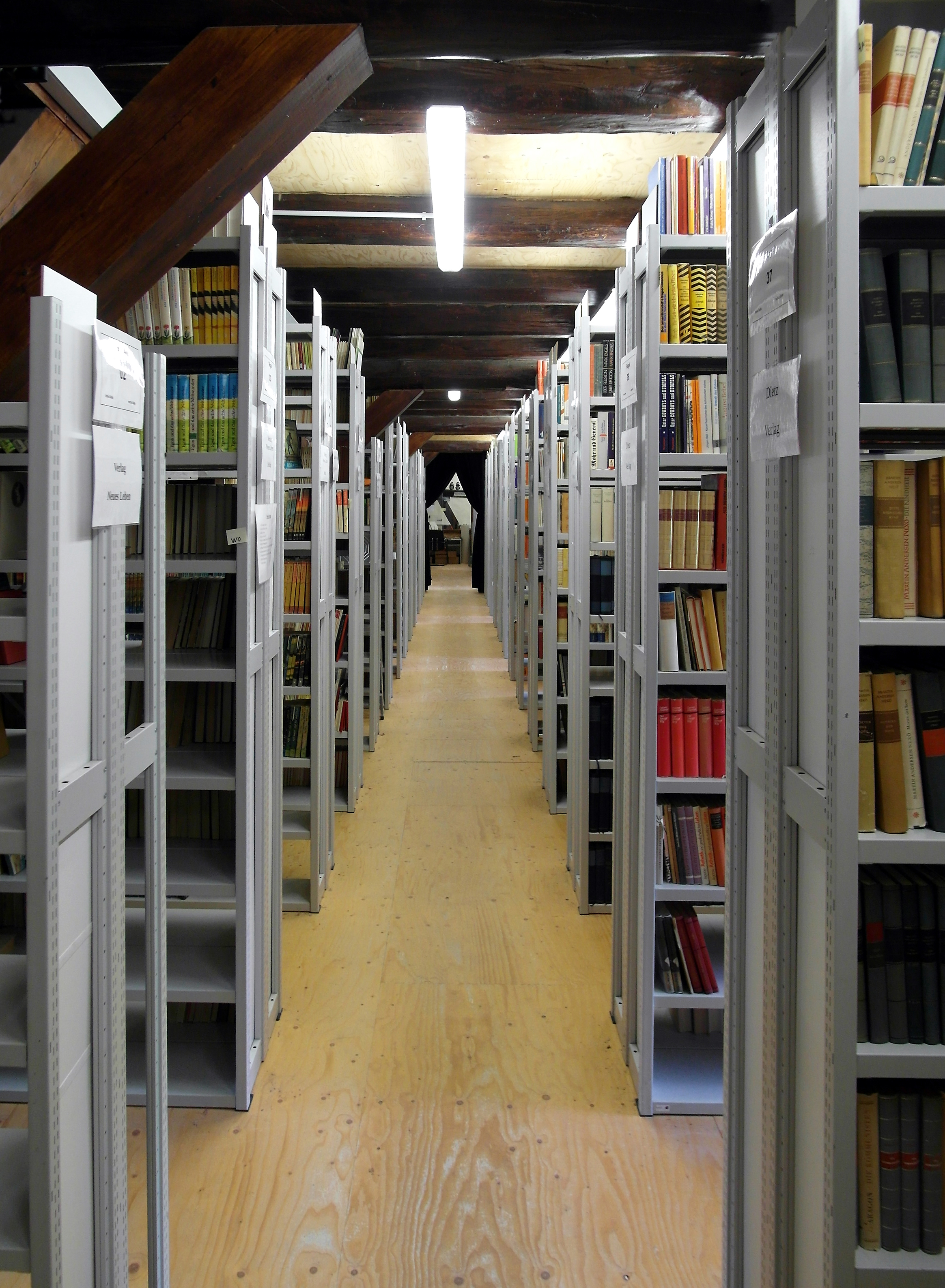
Regalreihen der 2012 in Stauchitz eröffneten Peter-Sodann-Bibliothek, die in der DDR veröffentlichte Literatur sammelt

Viele druckfrische Exemplare aus dem Leipziger Kommissions- und Großbuchhandel und ausgesonderte Bestände aus Bibliotheken landeten in einer Abraumhalde bei Leipzig. Der evangelische Pfarrer Martin Weskott und Gemeindemitglieder sammelten einen Teil dieser Bücher ein und verkauften sie für einen symbolischen Preis an Interessierte; ähnlich handelte der Schauspieler Peter Sodann, der die Peter-Sodann-Bibliothek gründete.
Mit Einführung der D-Mark in der DDR zum 1. Juli 1990 drängten schließlich alle großen bundesdeutschen Verlage auf den ostdeutschen Markt, vor allem mit ihren Überbeständen an Alttiteln, um bei den als starken Lesern bekannten Ostdeutschen weitere Absatzkanäle zu erschließen. Anders als sonst im Zuge der wirtschaftlichen Umstellung revidierte die Treuhandanstalt nach Intervention des Börsenvereins des Deutschen Buchhandels ihren ursprünglichen Plan, die ostdeutschen Filialen nur im Gegenzug zu extrem hoch angesetzten Sicherheitsleistungen zu verkaufen, und änderte die Richtlinien im Frühjahr 1991 dergestalt, dass knapp zwei Drittel der alten Buchhandlungen in die Hände von Buchhändlern aus der vormaligen DDR gelangen konnten. Das verbliebene Drittel kam in westdeutsche Obhut.
Von den 667 hauptamtlich geführten Betriebsbibliotheken existierten 1992 noch 16.
Bei den nachgefragten Autoren gab es über die deutsche Wiedervereinigung hinaus in Ost und West zunächst weiterhin deutliche Unterschiede. In den neuen Ländern blieben vertraute Schriftsteller wie Erwin Strittmatter und Christa Wolf besonders gefragt. In den 2010er Jahren war aber eine zunehmende Angleichung der beiderseitigen Lektüreinteressen erkennbar.
Bis zum Jahr 2008 hatte sich das Leseverhalten zwischen Ost- und Westdeutschen weitgehend angeglichen, und zwar auf rückläufigem Niveau. Wöchentliche Buchlektüre wurde nur noch bei 42 Prozent der Ostdeutschen erhoben, bei Westdeutschen waren es 43 Prozent.

## Buchwesen

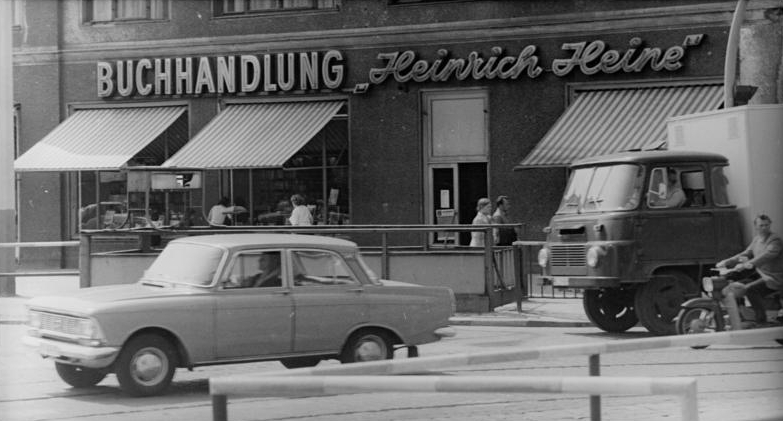
Buchhandlung „Heinrich Heine“ am Rosenthaler Platz in Ost-Berlin (1976)

Zuständig für Planung und Kontrolle der Buchproduktion sowie für die Verteilung des Sortiments auf Buchhandlungen und Bibliotheken war gemäß dem Prinzip des demokratischen Zentralismus das Ministerium für Kultur mit der ihm unterstellten Hauptverwaltung Verlage und Buchhandel. Die Hauptverwaltung trug die Verantwortung für das Druckgenehmigungsverfahren, für die Zuteilung von Druckpapier und die Zensur von Bucherzeugnissen, in Zusammenarbeit mit der Abteilung Kultur des ZK der SED. Offizielle Buchverbotslisten existierten nicht: „Was heute indiziert war, konnte morgen unter Umständen für jedermann zugänglich und übermorgen wieder verboten sein.“
Die jährliche Produktion der DDR-Verlage umfasste regelmäßig über 6000 Titel mit einer Gesamtauflage von etwa 150 Millionen Büchern, sodass die Durchschnittsauflage annähernd 25.000 Exemplare betrug. Damit stand die DDR in der Buchproduktion pro Kopf neben der Sowjetunion und Japan an der Weltspitze. Auf jeden DDR-Bürger kamen damit pro Jahr acht bis neun neu produzierte Bücher. Als Hauptverteiler der Buchproduktion fungierte der 1962 verstaatlichte Leipziger Kommissions- und Großbuchhandel (LKG). Seit 1952 wurde die Auszeichnung Schönste Bücher der DDR für gelungene Buchgestaltung verliehen.

### VOB Zentrag
Die Zentrale Druckerei-, Einkaufs- und Revisionsgesellschaft mbH (später VOB Zentrag) wurde im Oktober 1945 in Leipzig gegründet. Sie unterstand direkt dem ZK der SED und war im Besitz von rund 90 Prozent der Produktionsmittel in den Druckereien der DDR. Im Volksbuchhandel gab es einen Außendienst, der „mit eigenen Kräften und ehrenamtlichen Helfern seinen Ladentisch bis in die Betriebe hinein“ verlängerte.

### Versandhandel
Der Versandhandel des Buchhauses Leipzig war zeitweilig in elf Sparten unterteilt, darunter „Der Fachbuchversand“, „Das Bauernbuch“ sowie „Die kleine Hausbibliothek“, die als Abonnement in zwölf Monatsbänden vertrieben wurde, gekoppelt mit einem Gratisband am Jahresende. Der ebenfalls im Buchhaus angesiedelte und allein auf Versand beruhende buchclub 65 war die 1965 gegründete erste Buchgemeinschaft in der DDR, in dessen Rahmen auch „Das Buch des Monats“ und „Das Buch der Jugend“ erschien. Für zwischenzeitlich 50.000 Mitglieder wurden bis 1990 über 1000 Titel aufgelegt.

### Bibliotheken

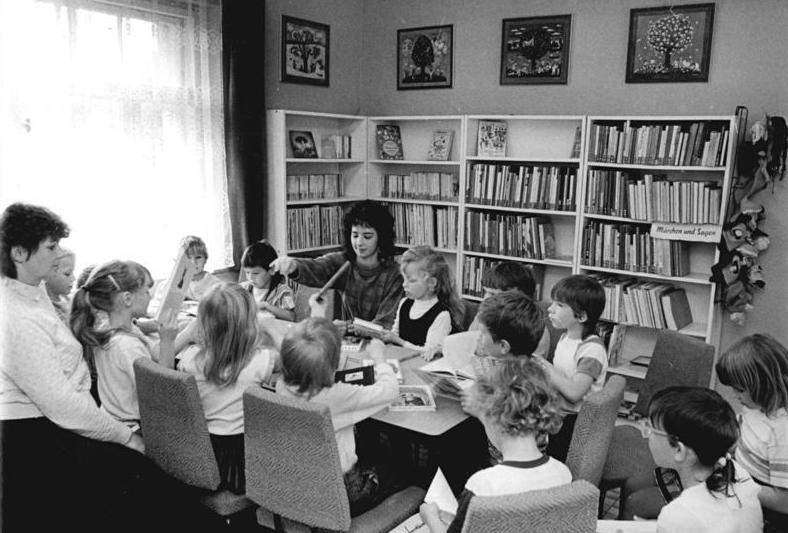
Märchenstunde für Vorschulkinder in der Zentralbibliothek von Hohburg (1989)

Ein „außergewöhnlich dichtes“ Netz von Bibliotheken bot allen Bürgern der DDR unmittelbaren Zugang zu Büchern. 84 Prozent der DDR-Bevölkerung verwiesen bei Befragungen auf eigene Erfahrungen mit Bibliotheken (62 Prozent der Westdeutschen). Mindestens einmal im Jahr wurden sie von 46 Prozent genutzt (von 33 Prozent der Westdeutschen). Das Interesse am Lesen war in der DDR das zweithöchste im Ostblock – gleich nach der Sowjetunion –, was sich noch über die deutsche Wiedervereinigung hinaus erhielt: 1992 gaben 68 Prozent der Ostdeutschen an, mindestens einmal pro Woche zum Buch zu greifen; in Westdeutschland waren es 46 Prozent. In der DDR gab es mit Einschluss der Gewerkschafts- bzw. Betriebseinrichtungen insgesamt ca. 32.000 Bibliotheken. Etwa drei Viertel der lesefähigen Kinder nutzten das Angebot und liehen sich Bücher aus.

### Antiquariate und Büchermärkte
Wer zu DDR-Zeiten auf Raritäten aus war, konnte sein Glück in Antiquariaten versuchen, die allerdings auch meist staatlich geführt oder entsprechenden Auflagen und Kontrollen ausgesetzt waren. Weitere Möglichkeiten eröffneten der seit 1978 im September vor dem Rathaus abgehaltene Leipziger Buchmarkt und der alljährliche Rostocker Bücherbasar. Denn in den 1980er Jahren war es üblich geworden, diese Veranstaltungen mit Büchern auszustatten, die im Normalbetrieb kaum zur Verfügung standen.

### Mängelbewirtschaftung im Buchwesen
Wie andere Bereiche von Wirtschaft und Gesellschaft der DDR in den 1980er Jahren gerieten auch der Buchhandel und sein Lektürenangebot unter den Druck der staatlichen Finanz- und Devisenkrise. Neben die ideologischen Restriktionen, die bestimmte kritische Stimmen und westliche Druckerzeugnisse weiterhin ausschlossen, traten zunehmend Mängel bei der Befriedigung der Nachfrage nach Büchern aus dem Sortimentsbestand.
Gelegentliche Probleme mit der Deckung der Nachfrage nach bestimmten Buchtiteln hatte es bereits in den 1960er Jahren gegeben; in den 1980er Jahren jedoch spitzte sich das Problem zu. Nun wurde administrativ unterschieden zwischen „gekürzten“ und „ungekürzten“ Buchbeziehern. Nicht gekürzt wurde beispielsweise bei den Parteieinrichtungen der SED und bei Buch- und Zeitschriftenvertrieb der Nationalen Volksarmee, sehr wohl dagegen beim Volksbuchhandel. Für Verlage bestand die Möglichkeit, Teile der Auflage zu blockieren, etwa um sie für den Export vorzuhalten oder um Buchbasare und ähnliche Sonderveranstaltungen mit Büchern ausstatten zu können. Leidtragende waren hauptsächlich die Kunden und die Beschäftigten in den Volksbuchhandlungen; denn damit waren weitere Teile der nun ohnehin knappen Auflagen dem Normalgeschäft entzogen. „So kam es vor allem zwischen 1987 und 1989 vor, dass der Volksbuchhandel als gekürzter Bezieher […] selbst bei höheren Auflagen leer ausging. Wurden aber solche Blockierungen – nachdem sie beim Leipziger Kommissions- und Großbuchhandel (LKG) auch noch entsprechende Lagerprobleme ausgelöst hatten – dann doch nicht benötigt und plötzlich aufgelöst, konnte es wiederum geschehen, dass Bücher in der Buchhandlung auftauchten, nachdem die Mitarbeiter wochenlang den Kunden erzählt hatten, sie seien vergriffen.“
Der Leipziger Kommissions- und Großbuchhandel, der das alleinige Risiko für Lagerung, Absatz und Auslieferung der von den Verlagen produzierten Buchbestände trug, bekam 1987 Probleme mit seinen Lagerbeständen: Verlagsneue Bücher konnten nur noch im Freien gelagert werden; und selbst die Beschaffung von Planen für eine notdürftige Abdeckung war, wie Börner und Härtner beklagen, zu dieser Zeit bereits ein Kunststück. „Und das im Leseland – Kopfschütteln bei den Unbeteiligten, Verwunderung bei den eigentlich Verantwortlichen.“

## Buchmarkt

### Übersicht
In der DDR erschienen zwischen 1949 und 1990 über 200.000 Buchtitel in über 120 Verlagen, jährlich etwa 6.000 Titel mit einer Durchschnittsauflage von etwa 23.000 Exemplaren, wovon der überwiegende Teil Sachliteratur war. Dieses war pro Kopf der Bevölkerung Weltspitze (neben der Sowjetunion und Japan). Literatur war ein Zufluchtsort bei eingeschränkter Meinungs- und Reisefreiheit, der sogar das Fernsehen in der Beliebtheit übertraf.
Von erfolgreichen Titeln erschienen meist Neuauflagen, sowie oft auch Lizenzausgaben in westdeutschen Verlagen, was der DDR zusätzliche Devisen einbrachte. Einige begehrte Titel waren aber in der DDR nur schwer zu erhalten.
Zugleich setzte der offizielle Apparat der sozialistischen Kulturbürokratie Künstlern und Literaten aber auch inhaltlich wie formal strikte Grenzen. Wer diese nicht einzuhalten bereit war, fand in der offiziellen Kulturlandschaft keinen Platz. In den 1980er Jahren entstand daher neben dem durch staatliche Lenkung und Zensur gleichermaßen kontrollierten offiziellen Buchmarkt ein zweiter, informeller, der sich neben dem bereits zuvor praktizierten Schmuggel ausländischer Veröffentlichungen auch aus inländischen Untergrundveröffentlichungen speiste. Insbesondere seit den frühen 1980er Jahren wurde eine Gegenöffentlichkeit aktiv, teils vom Staat verfolgt, teils toleriert, und entwickelte im Lauf der 1980er Jahre zunehmende Professionalität.

### Der offizielle Buchmarkt
Gekauft und gelesen wurden in der DDR vor allem Unterhaltungsliteratur wie Krimis, Romanhefte oder Science-Fiction sowie Sachbücher in Form von Ratgebern, Fachliteratur für Beruf und Hobby, populärwissenschaftliche Literatur. Schöngeistige Literatur und Belletristik hatten demgegenüber einen geringeren Anteil.

„Tatsächlich waren sowohl im Vergleich zur Bundesrepublik als auch zu den osteuropäischen Staaten die Zahlen für den Zeitaufwand des Lesens, für den Buchkauf und die Nutzung von Bibliotheken vergleichsweise hoch. Angesichts der eingemauerten Verhältnisse war die Literatur für manchen eine Art Weltersatz, zumal (...) trotz Zensur mitunter auch Bücher erscheinen konnten, deren Themen in den Medien tabu waren und die dort auch nicht rezensiert werden durften.“

#### Veröffentlichte Autoren
Es wurden die Werke der meisten wichtigen deutschsprachigen Autoren herausgegeben, allerdings mit Einschränkungen. Umfassend wurde fast das gesamte Werk von Johann Wolfgang Goethe, Friedrich Schiller, Gotthold Ephraim Lessing und einigen weiteren klassischen Dichtern veröffentlicht, besonders, wenn sie auf dem Gebiet der späteren DDR gelebt hatten (als nationales Erbe). Anders verhielt es sich bei Autoren, deren Werk als von der materialistischen Weltanschauung des Marxismus-Leninismus deutlicher abweichend eingestuft wurde. Dazu gehörten beispielsweise Novalis, E.T.A. Hoffmann, Friedrich Hölderlin oder Heinrich von Kleist, deren Werke erst recht spät gedruckt wurden, da Texte der Romantik als subjektivistisch unerwünscht waren. Für Franz Kafka bedurfte es größerer Anstrengungen von mehreren bekannten DDR-Schriftstellern, ehe die wichtigsten seiner Texte in den 1980er Jahren erscheinen konnten. Auch Karl May und Sigmund Freud wurden erst in dieser Zeit wieder veröffentlicht. Unproblematischer waren humoristische Autoren wie Joachim Ringelnatz, Wilhelm Busch oder Erich Kästner. Auch Werke von zeitgenössischen westlichen Autoren, wie Heinrich Böll und Max Frisch und modernen deutschen Autoren wie Hermann Hesse, Stefan Zweig und Thomas Mann waren begehrt.
Von einigen fremdsprachigen Autoren der westlichen Weltliteratur wie James Joyce, Robert Musil und Marcel Proust wurden erst spät nur einzelne ausgewählte Texte publiziert. Häufig wurde auch anerkannte Weltliteratur in den DDR-Ausgaben durch ausführliche Vor- und Nachworte ergänzt, die Ausführungen zu Leben und Werk des Autors, historische Zusammenhänge sowie eine ideologische Beurteilung enthielten. Unter solchen Voraussetzungen konnten auch manche „problematischen Texte“ in der DDR erscheinen.
In hohen Auflagen publiziert wurden die Werke der meisten wichtigen russischen und sowjetischen Autoren wie Puschkin, Tolstoi, Dostojewski, aber auch Bunin oder Bulgakow, selbst wenn sie teilweise abweichende Weltanschauungen vertraten. In den 1980er Jahren erschienen auch übersetzte Texte von wichtigen jüdischen Autoren wie Scholem Alejchem, Isaac Bashevis Singer oder Bernard Malamud.

#### Kinder- und Jugendliteratur
Schon im „Gesetz über die Teilnahme der Jugend am Aufbau der Deutschen Demokratischen Republik und die Förderung der Jugend in Schule und Beruf, bei Sport und Erholung“ vom 8. Februar 1950 wurde die „Schaffung einer neuen Jugend- und Kinderliteratur“ festgelegt. Diese sollte an den Traditionslinien der sozialistischen Literatur ausgerichtet sein. Um die Frage, ob Märchen unter den neuen Vorzeichen als geeignete Kinder- und Jugendliteratur anzusehen seien, entbrannte eine rund zwei Jahrzehnte währende Debatte. Dauerhaft maßgebliches Vorbild für die DDR war die sowjetische Kinder- und Jugendliteratur mit ihrem theoretischen Vordenker Maxim Gorki und seiner Formel von der „großen Literatur für die Kleinen“.
Zu den frühen Angeboten der Kinder- und Jugendliteratur in hohen Auflagen gehörten Nikolai Ostrowskis Revolutionsroman Wie der Stahl gehärtet wurde und Arkadi Gaidars Timur und sein Trupp.
Von den internationalen „Klassikern“ wurde früh Selma Lagerlöfs Die wunderbare Reise des kleinen Nils Holgersson mit den Wildgänsen berücksichtigt; Lewis Carrolls Alice im Wunderland erhielt die Druckgenehmigung 1967, Astrid Lindgrens Pippi Langstrumpf erst 1975.

### Unerwünschte Literatur
Unerwünschte Literatur wurde üblicherweise nicht verboten, sondern aus angeblichem Mangel an Papier oder bei ausländischen Autoren mangels Devisen für Lizenzen nicht gedruckt. Dabei war die Mehrzahl dieser ausgeschlossenen Titel je nach politischer Lage wechselnd ausgeschlossen. Beispiele sind stalinistische Autoren, die spätestens seit 1961 aus dem Angebot verschwanden, die Literatur des Expressionismus, die nach langer Verdammung ab den frühen 1960er Jahren allmählich wiederentdeckt wurde, aber auch einzelne Autoren wie Karl May oder Theodor Plievier. Eine kleinere Gruppe literarischer Texte hingegen unterlag kontinuierlich Einschränkungen und ihr Schmuggel oder Besitz konnte schwere Strafen nach sich ziehen. Zu diesen gehörten systemkritische Werke wie 1984 von George Orwell, Der Archipel Gulag von Alexander Solschenizyn, Arthur Koestlers Sonnenfinsternis sowie von einheimischen Autoren Die wunderbaren Jahre von Reiner Kunze, Die Alternative von Rudolf Bahro oder Collin und Fünf Tage im Juni von Stefan Heym.
In größeren Bibliotheken waren solche Bücher und Zeitschriften nur mit besonderen Berechtigungen zugänglich, wobei bei harmloseren eine Bescheinigung von einem Vorgesetzten oder Professor genügte, während als gefährlich eingestufte nur in gesonderten Lesesälen unter Beobachtung und ohne Abschriftsmöglichkeiten gelesen werden konnten.
Abseits dieses extrem beschränkten Zugangs wurden in großem Umfang Bücher und Zeitschriften von Reisenden aus dem westlichen Ausland illegal mitgebracht, wobei eine Entdeckung für die Transporteure mit der Konfiszierung und möglichen weiteren Konsequenzen, wie einer dauerhaften Einreisesperre in die DDR (für Westbürger) oder einer Ausreisesperre und Strafverfahren (für DDR-Bürger) enden konnte, die beschlagnahmten Werke wurden dann entweder an staatliche Stellen weitergegeben oder vernichtet. Die illegal besorgten Schriften wurden meist an Bekannte weitergereicht, und von diesen teilweise mit der Hand oder Schreibmaschine abgeschrieben und kopiert. Die Mehrzahl der geschmuggelten Publikationen waren allerdings keine literarisch hochwertigen Texte, sondern Western- und Liebesromane, Versandhauskataloge oder ähnliche Trivialliteraturen.
Der sogenannte Samisdat hingegen ermöglichte auch die Verbreitung literarischer Texte von Autoren aus der DDR, seit den frühen 1980er Jahren in Form von Zeitschriften. Sie gingen zurück auf eine Idee von Franz Fühmann, der bereits seit 1974 versuchte, dem Staat gegenüber unabhängige Publikationen durchzusetzen, die dem etablierten Apparat der Literaturvermittlung entzogen waren. Das 1981 dann ausgesprochene Verbot einer Anthologie, die er herausgeben und die junge Autoren wie Wolfgang Hilbig, Gert Neumann, Uwe Kolbe, Bert Papenfuß-Gorek, Lutz Rathenow oder Michael Wüstefeld vorstellen wollte, führte dann zum Ausweichen auf ein nicht lizenziertes Veröffentlichen. Kennzeichnend war die Umgehung der staatlichen Zensur durch niedrige Auflagen und eine enge Verschränkung zwischen Literatur und Kunst. Bis 1989 entstanden in der ganzen DDR 31 solcher Zeitschriften, die es zusammen auf 238 Ausgaben mit Auflagen zwischen 4 und 100, nur selten mehr, brachten. Auch der Kreis der Autoren war mit insgesamt rund 60 Personen überschaubar.
Solche Publikationen waren nicht zwingend politisch, sondern dienten vornehmlich der Kommunikation von Künstlern untereinander. Wichtige solcher Titel waren Entwerter/Oder, UND, Mikado, Schaden und Anschlag. Die Stasi war über diese Szene nicht nur gut unterrichtet, sondern tolerierte sie teils sogar, die Zeitschrift Ariadnefabrik wurde sogar in enger Kooperation mit ihr veröffentlicht. Die Sächsische Landesbibliothek erwarb zu dieser Zeit zahlreiche solcher Zeitschriften, die allerdings auf Geheiß der Stasi für die Ausleihe gesperrt blieben. Trotz gewisser Spielräume blieb der Betrieb entsprechender Zeitschriften und Verlage gefährlich, zahlreiche Beteiligte wurden inhaftiert oder aus der DDR ausgewiesen.